# مغزرة شائعة
مغزرة شائعة (الاسم العلمي:Polygala vulgaris) هي نوع من النباتات تتبع جنس المغزرة من الفصيلة المغزرية.

## التوزيع والإنتشار
ينتشر هذا النبات على نطاق واسع في أوروبا وآسيا حتى اليابان وفي الولايات المتحدة الأمريكية (ولاية أوريغون وميشيغان).

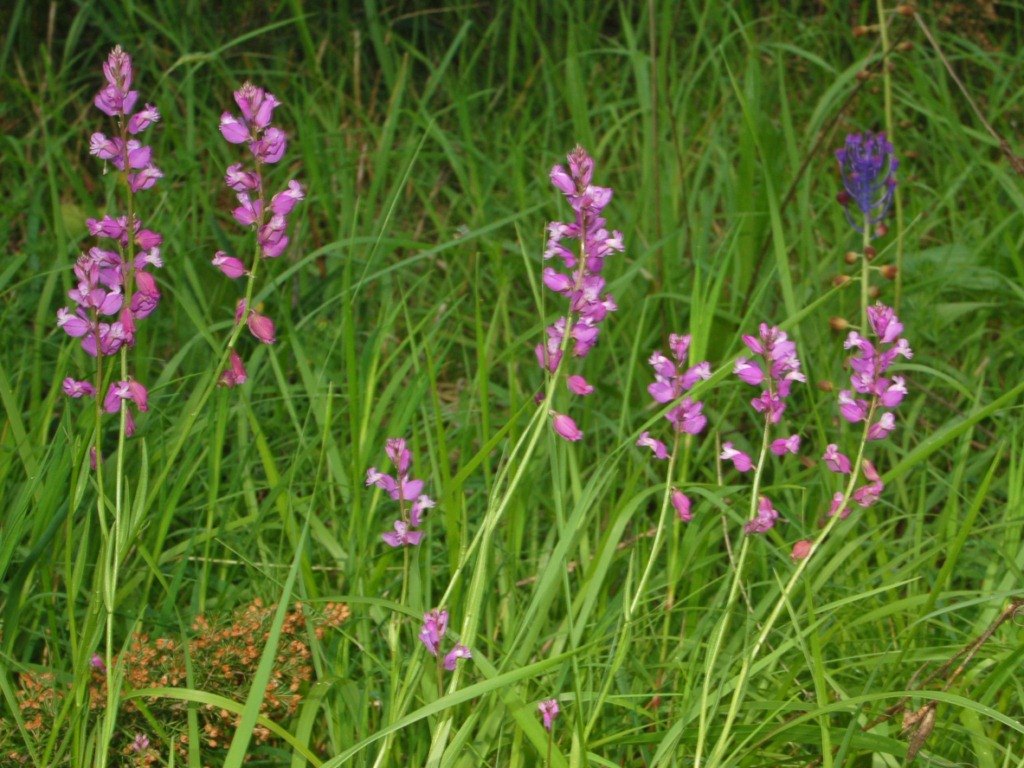
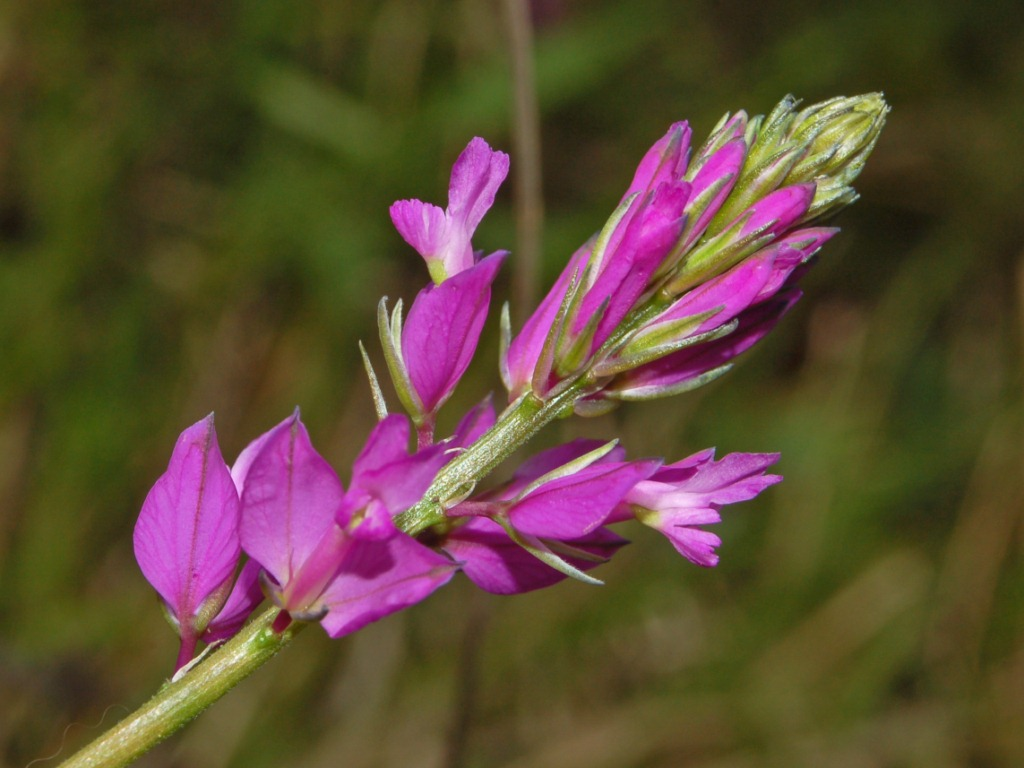
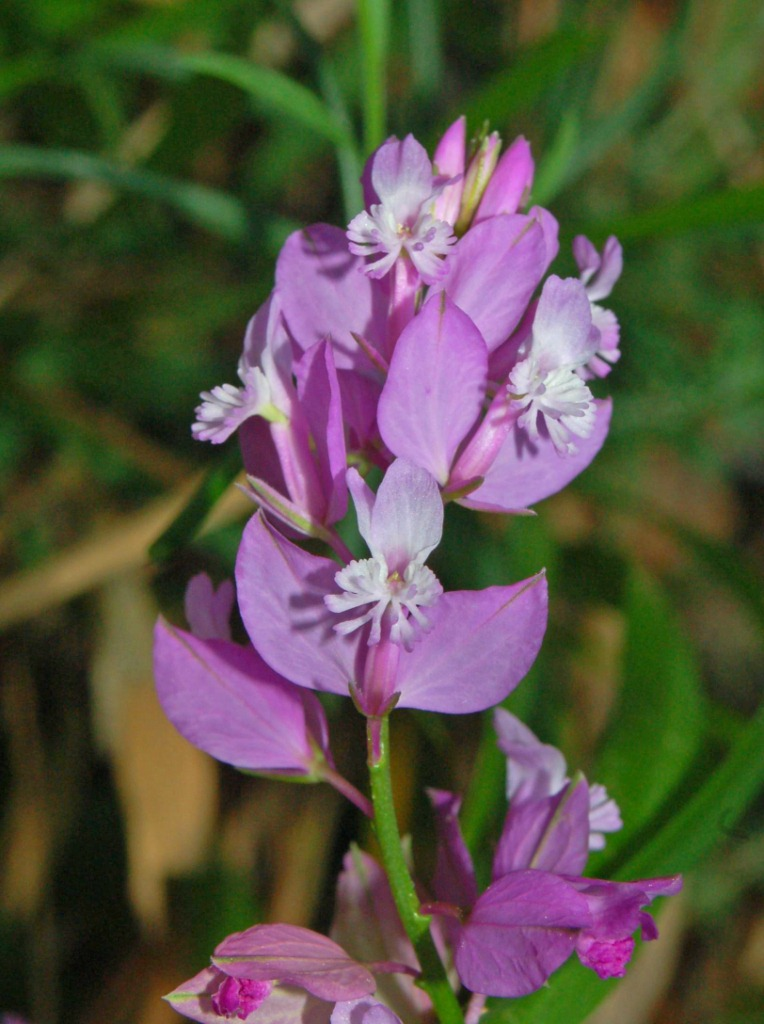
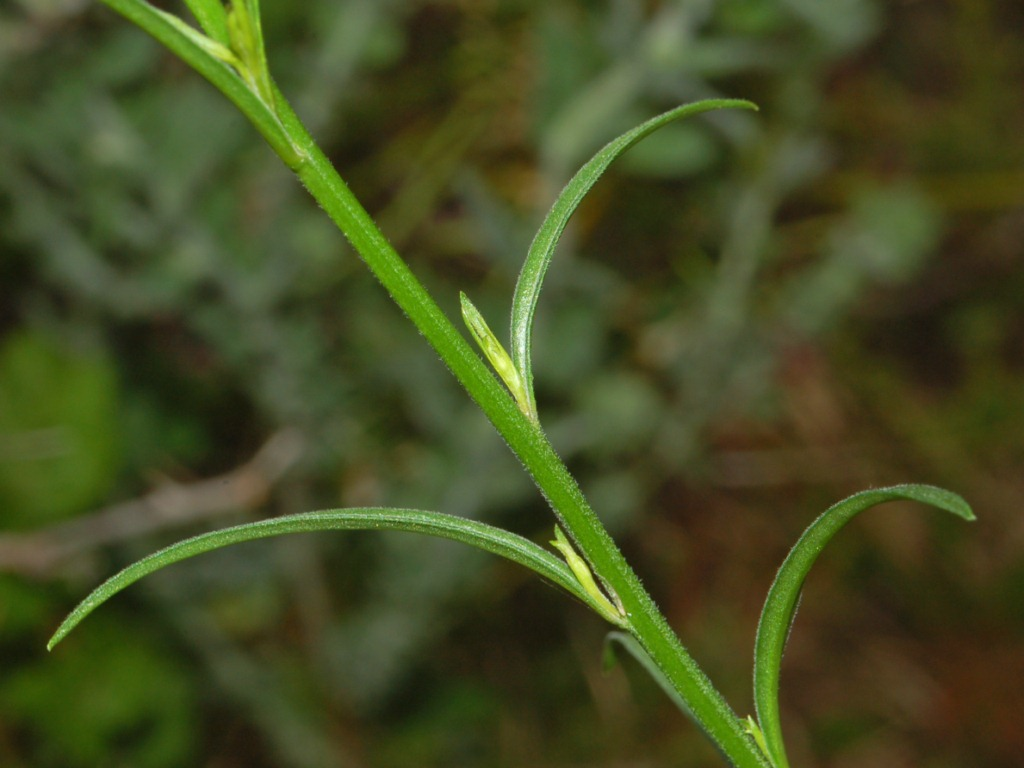